# استیل داینامیکس
استیل داینامیکس (انگلیسی: Steel Dynamics) شرکت فولاد آمریکایی است، که در سال ۱۹۹۳ تأسیس شد.